# Ares V
Ares V var en rymdraket utvecklad av NASA som en del i Constellationprogrammet. Ares V ingick i NASA:s planerade nästa generation av raketer som skulle ersätta rymdfärjorna, men då Constellationprogrammet lades ned 2010 lades även raketprojektet Ares ned. 
Raketen skulle bestå av två separata steg. Efter separation från det första steget skulle det övre steget att ta över och lyfta farkosten till omloppsbana runt jorden. Det andra och sista steget kallades på engelska för Earth Departure Stage. Detta steg beräknades kunna lyfta upp till 130 ton. 
För färder till månen planerade NASA att lyfta med en månlandare, Lunar Surface Access Module eller Altair som last på Ares V. Efter dockning med farkosten  Orion, som skulle lyftas på plats i omloppsbana av Ares I, planerade NASA att nå månen år 2020.  Orion är en rymdkapsel som kan hysa upp till 6 astronauter och är en modern och större variant av den historiska Apollo, med månlandningen 1969 som största bedrift. Orion ingår sedan Constellationprogrammet lades ner istället i NASA:s program Multi-Purpose Crew Vehicle (MPCV).
Ares V ingick också i planeringen för bemannade  rymdfärder till Mars och planeter bortom den. (Mars är den romerska motsvarigheten till den grekiska krigsguden Ares).